# Йоанис Коцидис
Йоанис Коцидис (на гръцки: Ιωάννης Κωτσίδης) е гръцки учител и андартски деец от Западна Македония.

## Биография
Йоанис Коцидис е роден в западномакедонския град Костур в 1873 година. Учи в Костур и в Цотилската гръцка гимназия. Коцидис участва в изграждането на училище в Костур и преподава в селата в Костурско. Участва в гръцката пропаганда в Македония. Преподава в Костурската гимназия.
Умира в 1958 година.